# Люцифер (пьеса)
«Люцифер» — трагедия голландского драматурга Йоста ван ден Вондела на библейский сюжет, написанная в 1654 году. Первая часть трилогии, в которую входят также пьесы «Адам в изгнании» и «Ной».

## Содержание
В центре сюжета пьесы — восстание духа зла. Борьба сатанинского и человеческого соответствует здесь борьбе двух эпох в истории человечества.

## Значение
Литературоведы отмечают, что в трагедии врагом Люцифера становится ренессансный человек. Это сближает Вондела с писателями-утопистами, начиная с Томаса Мора. «Люцифер» существенно повлиял на Джона Мильтона, а сам Вондел писал в том числе под влиянием юношеской трагедии Гуго Гроция «Адам изгнанный».